# Lac Kenosee
Le lac Kenosee est un lac situé dans le Sud-Est de la Saskatchewan au Canada. Il fait partie du parc provincial de Moose Mountain.